# Niels Fredborg
Niels Christian Fredborg (født 28. oktober 1946 i Odder) er dansk tidligere cykelrytter fra Århus Bane Klub.

## Cykelkarriere

### Amatørkarriere
Niels Fredborg begyndte at køre på Århus Cykelbane i 1962, hvor han kun var 15 år, så han måtte have en aldersdispensation. Da han skulle tage sin begynderprøve, satte han ny rekord, og allerede som 16-årig vandt han sit første danmarksmesterskab i sprint for seniorer i 1963. Det skulle blive til yderligere 26 danske mesterskaber, der alle kom på banen, for han var primært banerytter, selv om det også blev til nogle sejre på landevejen.
Han deltog ved fire olympiske lege: 1964, 1968, 1972 samt 1976. Ved OL 1964 i Tokyo nåede han anden runde i sprint, og i tandem nåede han kvartfinalen sammen med Per Sarto Jørgensen.
I 1967 og 1968 blev han verdensmester i 1000 m på tid, og han var derpå for alvor en af verdens bedste baneryttere. Ved OL i 1968 i Mexico City gik det da også bedre end fire år forinden. I 1000 m blev der i byens tynde luft sat en række fantastiske tider (17 ryttere var hurtigere end den hidtidige olympiske rekord), og efter at have sat hurtigste tid som en af de første på banen med 1.04,61 minut, måtte han se sig besejret af en af de sidst startende, franske Pierre Trentin med 1.03,91 minut, mens polakken Janusz Kierzkowski fik bronz med 1.04,63 minut. Senere under legene nåede han til tredje runde i sprint.
I 1970 blev Fredborg igen verdensmester i 1000 m på tid, og ved OL 1972 i München var han derfor igen blandt favoritterne i denne disciplin. Denne gang levede han op til favoritværdigheden og sejrede i tiden 1.06,44 minut (tiderne var noget langsommere end ved forrige OL), mens australske Danny Clark fik sølv med 1.06,87 og østtyske Jürgen Schütze bronze med 1.07,02 minut. Han stillede også denne gang op i sprint og nåede her kvartfinalen. Fredborgs OL-guldmedalje blev i øvrigt Danmarks eneste medalje ved disse lege.
Fredborgs sidste OL blev i 1976 i Montreal, hvor han igen stillede op i 1000 m på tid og sprint. Med sølv og guld ved de to seneste olympiske lege var han naturligt blandt favoritterne i 1000 m, men han kom blot på næstbedste tid efter den unge belgier, Michel Vaarten. Senere kørte verdensmestrene fra 1974 (sovjetiske Eduard Rapp) og 1975 (østtyske Klaus-Jürgen Grünke), men Rapp blev diskvalificeret, og så var der kun Grünke, der kunne blande sig i medaljerne. Det gjorde han også eftertrykkeligt, da han sejrede, mere end et sekund hurtigere end Vaarten, der fik sølv, mens Fredborg denne gang fik bronze. Ved disse lege blev han nummer syv i sprint.
For sin guldmedalje i 1972 modtog Fredborg samme år BT's guldmedalje for årets største danske idrætspræstation. Det var dog tæt på at det aldrig var blevet nogen olympisk deltagelse for Fredborg, da Peder Pedersen vandt danmarksmesterskabet og gjorde krav på pladsen de olympiske lege. DOK valgte dog at udtage den mere meriterede Fredborg.
Han er stadig indehaver af den danske rekorder på 500 meter med flyvende start, der blev sat i den tynde luft i Mexico City. Ved samme lejlighed satte han også dansk rekord på 200 meter med flyvende start, hvilken rekord holdt indtil 2018, hvor den blev slået af William Rimkratt-Milkowski.

### Professionel karriere
Efter OL i 1976 blev Fredborg professionel. Største merit som professionel blev bronzemedaljen i keirin ved verdensmesterskabet 1980. Han kørte nogle år seksdagesløb på vinterbanerne rundt i Europa, indtil han stoppede som cykelrytter i 1980 efter et alvorligt styrt under det københavnske seksdagesløb i Forum, hvor han fik en alvorlig hjernerystelse og en brækket hånd. Han var under sin karriere indblandet i flere ulykker på cykelbanen. Den mest alvorlige var et styrt på Ordrupbanen i 1965, hvor han beskadigede kravebenet, fik hjernerystelse og mistede 45 dB af hørelsen på højre øre, hvilket gør at han i dag anvender høreapparat.

## Senere karriere
Efter at have indstillet sin cykelrytterkarriere var han en periode indehaver af en cykelforretning. Senere blev han forsikringsmand.
I 1984 var Fredborg med som leder af det danske cykelhold (Brian Holm, Dan Frost, Jørgen V. Pedersen) ved OL i Los Angeles. Rytterne vandt ingen medaljer.
Fredborg er indvalgt i dansk idræts Hall of Fame.

## Meriter

### Danske rekorder
- 200 meter med flyvende start: 10,35 sek, Mexico City, 19. oktober 1973 (fart:69,57 km/h) (slået i 2018 af William Rimkratt-Milkowski)
- 500 meter med flyvende start: 27,50 sek, Mexico City, 19. oktober 1973 (fart:65,45 km/h)

### Amatør
- 1963:  Guld Danmarksmesterskab, sprint
- 1966:  Guld Danmarksmesterskab, 1.000 meter på tid
- 1966:  Guld Danmarksmesterskab, sprint
- 1966:  Guld Danmarksmesterskab, tandem med Per Sarto
- 1967:  Bronze Grand prix de Paris, sprint
- 1967:  Bronze Grand prix København, sprint Ordrupbanen
- 1967:  Guld Danmarksmesterskab, 1.000 meter på tid
- 1967:  Guld Danmarksmesterskab, tandem med Per Sarto
- 1967:  Guld Verdensmesterskab, 1.000 meter på tid
- 1968:  Guld Verdensmesterskab, 1.000 meter på tid
- 1968:  Sølv Verdensmesterskab, sprint,
- 1968:  Guld Danmarksmesterskab, 1.000 meter på tid
- 1968:  Guld Danmarksmesterskab, sprint
- 1968:  Guld Danmarksmesterskab, tandem med Per Sarto
- 1968:  Sølv Olympiske Lege, 1.000 meter på tid
- 1969:  Guld Danmarksmesterskab, 1.000 meter på tid
- 1969:  Guld Danmarksmesterskab, holdforfølgelsesløb med Gunnar Jonsson, Gunnar Asmussen, Poul Nielsen
- 1969:  Guld Danmarksmesterskab, tandem med Gunnar Jonsson
- 1970:  Guld Verdensmesterskab, 1.000 meter på tid
- 1970:  Sølv Grand prix København, sprint, Ordrupbanen
- 1970:  Guld Danmarksmesterskab, 1.000 meter på tid
- 1970:  Guld Danmarksmesterskab, holdforfølgelsesløb med Gunnar Jonsson, Gunnar Asmussen, Poul Nielsen
- 1970:  Guld Danmarksmesterskab, tandem med Gunnar Jonsson
- 1971:  Guld Danmarksmesterskab, holdforfølgelsesløb med Gunnar Jonsson, Gunnar Asmussen, Poul Nielsen
- 1971:  Guld Danmarksmesterskab, tandem med Gunnar Jonsson
- 1972:  Guld Danmarksmesterskab, 1.000 meter på tid
- 1972:  Guld Danmarksmesterskab, tandem med Gunnar Jonsson
- 1972:  Guld Olympiske Lege, 1.000 meter på tid
- 1973:  Guld Danmarksmesterskab, tandem med Gert Frank
- 1974:  Guld Danmarksmesterskab, 1.000 meter på tid
- 1974:  Guld Danmarksmesterskab, holdforfølgelsesløb med Gunnar Asmussen, Jørn Lund, Jan F. Petersen
- 1974:  Guld Danmarksmesterskab, sprint
- 1975:  Guld Danmarksmesterskab, 1.000 meter på tid
- 1975:  Guld Danmarksmesterskab, sprint
- 1976:  Guld Danmarksmesterskab, 1.000 meter på tid
- 1976:  Guld Danmarksmesterskab, holdforfølgelsesløb med Gert Frank, Gunnar Asmussen, Kurt Frisch
- 1976:  Bronze Olympiske Lege, 1.000 meter på tid

### Professionel
- 1978:  Bronze Seksdagesløbet i Herning
- 1980:  Bronze Verdensmesterskab, keirin